# Clausicella neomexicana
Clausicella neomexicana là một loài ruồi trong họ Tachinidae.